# Peter Schmidt (Archäologe)
Peter Johannes Schmidt (* 3. Mai 1940 in Hamburg-Rahlstedt; † 7. Mai 2018 in Mérida, Mexiko) war ein deutscher Archäologe, spezialisiert auf die Kultur der Maya.

## Leben
Schmidt, Sohn eines Kaufmanns, besuchte von 1947 bis 1952 die Volksschule Meiendorf, anschließend bis zum Abitur 1959 die Sankt-Ansgar-Schule in Hamburg. Von 1959 bis 1966 studierte er Amerikanistik, Völkerkunde und Vorgeschichte an der Universität Hamburg. Seine akademischen Lehrer waren Franz Termer und Günter Zimmermann in Amerikanistik, Erhard Schlesier in Völkerkunde sowie Walter Matthes und Hans Jürgen Eggers in Vorgeschichte. 1962/63 nahm er als Assistent an einer archäologischen Expedition des Hamburgischen Museums für Völkerkunde und Vorgeschichte ins südliche Mittelamerika teil. Im Anschluss an diese Expedition beteiligte er sich von 1965 bis 1967 als Hilfsassistent der Amerika-Abteilung dieses Museums an der Auswertung der Grabungsergebnisse.
Schmidt promovierte 1967 über die Bestattungsformen der Indianer des südlichen Mittelamerika an der Universität Hamburg.
Seit Mitte der 1970er Jahre lebte Schmidt in Mexiko, er starb dort 2018.

## Wirken
Bereits von 1959 bis 1960 machte er Ausgrabungen in Deutschland, von 1961 bis 1963 arbeitete er auf der Insel Ometepe in Nicaragua. Von 1968 bis 1971 war er Archäologischer Beauftragter von Belize und grub unter anderem in Cahal Pech und Xunantunich. 1973 ging er als Direktor des Huejotzingo-Projekts nach Mexiko, dort arbeitete er unter anderem in Chichén Itzá, El Meco und Kohunlich.
Schmidt formulierte Ende der 1970er Jahre die Richtlinien zum Schutz und zur Erhaltung von Chichén Itzá, wo er seit 1993 das archäologische Forschungsprojekt leitete.
2014 erhielt er die UNESCO-Medaille für kulturelle Vielfalt für seine Beiträge zur Erhaltung und Kenntnis des historischen Erbes Yucatans. 2015 wurde er mit der Juri-Knorosow-Medaille ausgezeichnet.

## Nachweise
1. ↑  Die Bestattungsformen der Indianer des südlichen Mittelamerika. Eine archäologisch-ethnologische Untersuchung. Hamburg 1968 (Dissertation).
2. 1 2 3 4  eluniversal.com.mx: Peter Schmidt, especialista en la civilización maya, Zugriff am 24. Juli 2018.
3. ↑  yucatanexpatlife.com: Archaeologist Peter Schmidt dies; devoted more than 4 decades to studying Maya, Zugriff am 24. Juli 2018.

| Personendaten    | Personendaten                                               |
| ---------------- | ----------------------------------------------------------- |
| NAME             | Schmidt, Peter                                              |
| ALTERNATIVNAMEN  | Schmidt, Peter Johannes (vollständiger Name)                |
| KURZBESCHREIBUNG | deutscher Archäologe, spezialisiert auf die Kultur der Maya |
| GEBURTSDATUM     | 3. Mai 1940                                                 |
| GEBURTSORT       | Hamburg-Rahlstedt                                           |
| STERBEDATUM      | 7. Mai 2018                                                 |
| STERBEORT        | Mérida, Mexiko                                              |